# Serock
Serock é um município da Polônia, na voivodia da Mazóvia e no condado de Legionowo. Estende-se por uma área de 13,43 km², com 4 348 habitantes, segundo os censos de 2017, com uma densidade de 323,8 hab/km².